# Bavayia insularis
Bavayia insularis — вид геконоподібних ящірок родини диплодактилідів (Diplodactylidae). Ендемік Нової Каледонії. Описаний у 2022 році.

## Поширення і екологія
Bavayia insularis мешкають на крайній півночі Нової Каледонії, в комуні Пум, а також на північних острівцях, зокрема на островах Бааба, Белеп і Янде. Вони живуть в прибережних заростях, вторинних лісах і садах, на Новій Каледонії трапляються в мангрових заростях.